# Эль-Корте
Эль-Корте (исп. Río El Corte) — река в Мексике, главный приток реки Коацакоалькос, протекающей через мексиканские штаты Оахака и Веракрус в Мексиканский залив. Длина реки — 167,3 км.

## География

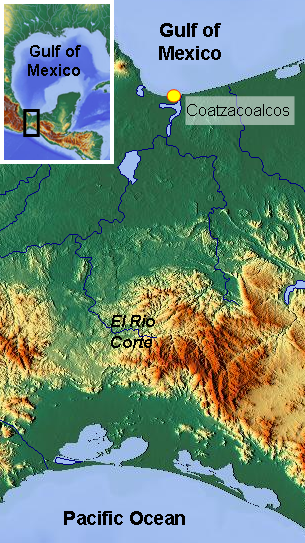
Карта реки Эль-Корте

Река Эль-Корте начинается в горах Чимапан на высоте 1580 м над уровнем моря к востоку от перешейка Теуантепек, низменного коридора между Мексиканским заливом и Тихим океаном. В верховьях она течёт на запад через лес Соке (Selva Zoque), экологически важную зону с высоким биологическим разнообразием, часть Мезоамериканского биологического коридора. В реке обитают цихлиды и многие другие виды рыб. Река снабжает водой посёлок Санта-Мария-Чималапа и Куаутемок, важнейший сельскохозяйственный и животноводческий регион штата Оахака. Протекая на север через перешеек, река впадает в реку Коацакоалькос, которая течёт примерно на северо-восток к заливу. Уклон русла Эль-Корте — 9,2 м/км. Средний расход воды — 139,6 м³/с.

## История развития
В мексиканский колониальный период колония Успанапа, расположенная к северу, основала поселения на легко судоходной реке и начала освоение лесов. С 1731 по 1747 год леса вокруг Санта-Марии-Чималапы были важным источником гигантских сосен, использовавшихся для изготовления мачт и балок испанским флотом. Деревья сплавлялись по реке Эль-Корте (название которой связано с вырубкой этих деревьев) в Коацакоалькос, а оттуда доставлялись на верфи Гаваны.
Сегодня лес Соке находится под угрозой из-за развития лесного хозяйства, лесных пожаров, роста населения, аграрных конфликтов, животноводства, охоты и незаконной торговли видами, находящимися под угрозой исчезновения, строительных и инфраструктурных проектов, а также наркоторговли. Всемирный фонд дикой природы при финансовой поддержке USAID разрабатывает планы управления водоразделами рек Эль-Корте (Санта-Мария-Чималапа) и Эспириту-Санто (Сан-Мигель-Чималапа) для снижения этих угроз.
Проекты в рамках Плана Пуэбла-Панама, такие как промышленный коридор к западу от леса Соке вокруг трансперешейкового шоссе и сельская индустриализация за счёт создания скотоводческих коридоров и плантаций деревьев и кофе, могут представлять угрозу для экологии реки. В июне 2008 года штат Оахака рассматривал возможность строительства водохранилища в бассейне реки Эль-Корте в субрегионе Чималапа, которое могло бы обеспечить орошение 100 000 гектаров перешейка Теуантепек и водоснабжение нефтеперерабатывающего завода Салина-Крус.